# Actinocyclidae
Famille
Les Actinocyclidae forment une famille de mollusques de l'ordre des nudibranches.

## Liste des genres
Selon World Register of Marine Species, prenant pour base la taxinomie de Bouchet & Rocroi (2005), on compte deux genres :
- Actinocyclus Ehrenberg, 1831
- Hallaxa Eliot, 1909